# Pipizella annulata
Pipizella annulata är en tvåvingeart som först beskrevs av Macquart 1829.  Pipizella annulata ingår i släktet rotlusblomflugor, och familjen blomflugor.
Artens utbredningsområde är Frankrike. Inga underarter finns listade i Catalogue of Life.